# آيت امحند أو زايد أو دورو (آيت ويدير)
آيت امحند أو زايد أو دورو هو دُوَّار يقع بجماعة تيزي نيسلي، إقليم بني ملال، جهة بني ملال خنيفرة في المملكة المغربية. ينتمي الدوّار لمشيخة آيت ويدير التي تضم 6 دواوير. يقدر عدد سكانه بـ 642 نسمة حسب الإحصاء الرسمي للسكان والسكنى لسنة 2004.

## وصلات خارجية
- البوابة الوطنية للجماعات الترابية
- المندوبية السامية للتخطيط